# Asthenodipsas laevis
Asthenodipsas laevis är en ormart som beskrevs av Boie 1827. Asthenodipsas laevis ingår i släktet Asthenodipsas och familjen snokar. IUCN kategoriserar arten globalt som livskraftig. Inga underarter finns listade.
Arten förekommer på södra Malackahalvön, på Borneo, Sumatra, Java och på flera mindre öar i regionen.